# OR8K1
OR8K1 (англ. Olfactory receptor family 8 subfamily K member 1) – білок, який кодується однойменним геном, розташованим у людей на короткому плечі 11-ї хромосоми. Довжина поліпептидного ланцюга білка становить 319 амінокислот, а молекулярна маса — 36 581.
| 10         |  | 20         |  | 30         |  | 40         |  | 50         |
| ---------- |  | ---------- |  | ---------- |  | ---------- |  | ---------- |
| MNHVVKHNHT |  | AVTKVTEFIL |  | MGITDNPGLQ |  | APLFGLFLII |  | YLVTVIGNLG |
| MVILTYLDSK |  | LHTPMYFFLR |  | HLSITDLGYS |  | TVIAPKMLVN |  | FIVHKNTISY |
| NWYATQLAFF |  | EIFIISELFI |  | LSAMAYDRYV |  | AICKPLLYVI |  | IMAEKVLWVL |
| VIVPYLYSTF |  | VSLFLTIKLF |  | KLSFCGSNII |  | SYFYCDCIPL |  | MSILCSDTNE |
| LELIILIFSG |  | CNLLFSLSIV |  | LISYMFILVA |  | ILRMNSRKGR |  | YKAFSTCSSH |
| LTVVIMFYGT |  | LLFIYLQPKS |  | SHTLAIDKMA |  | SVFYTLLIPM |  | LNPLIYSLRN |
| KEVKDALKRT |  | LTNRFKIPI  |  |            |  |            |  |            |

A: Аланін

C: Цистеїн

D: Аспарагінова кислота

E: Глутамінова кислота

F: Фенілаланін

G: Гліцин

H: Гістидин

I: Ізолейцин

K: Лізин

L: Лейцин

M: Метіонін

N: Аспарагін

P: Пролін

Q: Глутамін

R: Аргінін

S: Серин

T: Треонін

V: Валін

W: Триптофан

Кодований геном білок за функціями належить до рецепторів, g-білокспряжених рецепторів, білків внутрішньоклітинного сигналінгу. 
Локалізований у клітинній мембрані, мембрані.